# Biblioteca della Pléiade
Pour les articles homonymes, voir Pléiade.
La Biblioteca della Pléiade est une collection littéraire italienne, créée en 1992 par l'association des éditeurs Einaudi et Gallimard. Elle reprend les principes du modèle français de la Bibliothèque de la Pléiade en sélectionnant les auteurs, ajoutant un appareil critique complet, et en utilisant le format et l'esthétique de la collection originale, à l'exception des couleurs des reliures pour référencer l'époque.
La collection s'est arrêtée en 2008 avec la publication des Provinciales de Pascal.

## Les volumes publiés
- Agostino - La città di Dio, a cura di Carlo Carena.
- Agostino - Le Confessioni, a cura di Maria Bettetini, trad. di Carlo Carena.
- Antologia della poesia italiana I - Duecento-Trecento, a cura di Carlo Ossola e Cesare Segre.
- Antologia della poesia italiana II - Quattrocento-Settecento, a cura di Carlo Ossola e Cesare Segre.
- Antologia della poesia italiana III - Ottocento-Novecento, a cura di Carlo Ossola e Cesare Segre.
- Samuel Beckett - Teatro completo, a cura di Paolo Bertinetti e Carlo Fruttero.
- Bertolt Brecht - Poesie I - (1913-1933), a cura di Luigi Forte, trad. di Paola Barbon, Emilio Castellani, Mario Carpitella, Olga Cerrato, Giorgio Cusatelli, Roberto Fertonani, Luigi Forte, Franco Fortini, Ruth Leiser e Hellmut Riediger.
- Bertolt Brecht - Poesie II - (1934-1956), a cura di Luigi Forte, trad. di Paola Barbon, Paul Braun, Cesare Cases, Mario Carpitella, Olga Cerrato, Roberto Fertonani, Franco Fortini, Claudio Groff, Ruth Leiser e Gabriele Mucchi.
- Louis Ferdinand Céline - Guignol's band I-II preceduto da Casse-pipe, a cura di Gianni Celati, note di Henri Godard, trad. di Gianni Celati e Ernesto Ferrero.
- Louis Ferdinand Céline - Trilogia del Nord, a cura di Henri Godard e Giuseppe Guglielmi.
- Caio Giulio Cesare - Opera omnia, a cura di Adriano Pennacini, trad. di Antonio La Penna e Adriano Pennacini, note di Michele Faraguna, Albino Garzetti e Dionigi Vottero.
- François-René de Chateaubriand - Memorie d'oltretomba (2 tomes), a cura di Ivanna Rosi e Cesare Garboli, trad. di Filippo Martellucci e Fabio Vasarri.
- Julio Cortázar - I racconti, a cura di Ernesto Franco.
- Francesco De Sanctis - Storia della letteratura italiana, a cura di Niccolò Gallo, introduzione di Giorgio Ficara.
- Friedrich Dürrenmatt - Romanzi e racconti, a cura di Eugenio Bernardi.
- Friedrich Dürrenmatt - Teatro, a cura di Eugenio Bernardi, introduzione di Heinz Ludwig Arnold.
- Erasmo da Rotterdam - Colloquia, a cura di Adriano Prosperi e Cecilia Asso.
- Esiodo - Opere, a cura di Graziano Arrighetti.
- Beppe Fenoglio - Romanzi e racconti, a cura di Dante Isella.
- Ugo Foscolo - Opere I - Poesie e tragedie, a cura di Franco Gavazzeni, Maria Maddalena Lombardi e Franco Longoni.
- Ugo Foscolo - Opere II - Prose e saggi, a cura di Franco Gavazzeni, Gianfranca Lavezzi, Elena Lombardi e Maria Antonietta Terzoli.
- Aleksandr Herzen - Il passato e i pensieri (2 tomes), a cura di Lia Wainstein.
- Eugene Ionesco - Teatro completo I, a cura di Emmanuel Jacquart.
- Eugene Ionesco - Teatro completo II, a cura di Emmanuel Jacquart.
- Niccolò Machiavelli - Opere I - Gli scritti politici, a cura di Corrado Vivanti.
- Niccolò Machiavelli - Opere II - Lettere, legazioni e commissarie, a cura di Corrado Vivanti.
- Niccolò Machiavelli - Opere III - Gli scritti letterari, a cura di Corrado Vivanti.
- Alessandro Manzoni - I promessi sposi - Storia della colonna infame, a cura di Angelo Stella e Cesare Repossi.
- Menandro e la commedia nuova, a cura di Franco Ferrari (œuvres de Ménandre, Philémon, Diphĭlus et Apollodore de Carystos).
- Omero - Iliade, trad. di Guido Paduano, note di Maria Serena Mirto.
- Ovidio - Opere I - Dalla poesia d'amore alla poesia dell'esilio, a cura di Paolo Fedeli, trad. di Gabriella Leto e Nicola Gardini.
- Ovidio - Opere II - Le metamorfosi, trad. di Guido Paduano, introduzione di Alessandro Perutelli, note di Luigi Galasso.
- Blaise Pascal - Le provinciali, a cura di Carlo Carena, prefazione di Salvatore Silvano Nigro.
- Blaise Pascal - Pensieri, a cura di Carlo Carena, prefazione di Giovanni Raboni.
- Cesare Pavese - Tutti i racconti, a cura di Mariarosa Masoero, introduzione di Marziano Guglielminetti.
- Cesare Pavese - Tutti i romanzi, a cura di Marziano Guglielminetti.
- Poesia d'amore latina, a cura di Paolo Fedeli (œuvres de Catulle, Tibulle et Properce).
- Raymond Queneau - Romanzi, a cura di Giacomo Magrini.
- Quintiliano - Institutio oratoria (2 tomes), a cura di Adriano Pennacini.
- Rainer Maria Rilke - Poesie I - (1895-1908), a cura di Giuliano Baioni, note di Andreina Lavagetto.
- Rainer Maria Rilke - Poesie II - (1908-1926), a cura di Giuliano Baioni, note di Andreina Lavagetto.
- Album Arthur Rimbaud, a cura di Eileen Romano, trad. di Sandro Bajini, Gian Piero Bona, Luciana Frezza e Maria Emanuela Raffi.
- Arthur Rimbaud - Opere complete, a cura di Antoine Adam, contributi di Mario Richter e Mario Luzi, trad. di Gian Piero Bona, Emilio Pianezzola e Maria Emanuela Raffi.
- Jean-Jacques Rousseau - Scritti autobiografici, a cura di Lionello Sozzi.
- Percy Bysshe Shelley - Opere, a cura di Francesco Rognoni.
- Italo Svevo - Romanzi, a cura di Mario Lavagetto, con la collaborazione di Ferdinando Amigoni, Nunzia Plamieri e Arrigo Stara.
- Tacito - Opera omnia I, a cura di Renato Oniga, trad. di Renato Oniga, Giovanni Ravenna e Carlo Franco.
- Tacito - Opera omnia II, a cura di Renato Oniga, contributi di Luciano Lenaz, Carlo Franco, Gianluigi Baldo, Alessandro Franzoi e Daniela Marrone.
- Tucidide - La Guerra del Peloponneso, a cura di Luciano Canfora.
- Voltaire - Racconti, facezie, libelli, a cura di Gianni Iotti, contributi di Francesco Orlando, trad. di Susanna Alessandrelli, Gianni Iotti, Giovanni Paoletti, Maria Grazia Porcelli e Susanna Spero.

## Annexe
- I Meridiani, collection littéraire de Mondadori, inspirée de la Pléiade mais avec sa propre ligne d'édition.